# Hydro
Hydro – miasto w Stanach Zjednoczonych, w stanie Oklahoma, w hrabstwie Blaine.